# Egon Egemann
Egon Egemann, właśc. Egon Lackner (ur. w 1963 roku w Grazu) – austriacki piosenkarz, reprezentant Szwajcarii w 35. Konkursie Piosenki Eurowizji w 1990 roku.

## Kariera muzyczna
Egon Egemann urodził się w Grazu, gdzie studiował na Akademii Muzycznej w klasie skrzypiec. W kolejnych latach przeprowadził się do Szwajcarii, a potem do Bostonu, gdzie założył Egon Family Orchestra. W latach 80. był członkiem zespołu Die Paldauer, z którym nagrał dwie płyty: Ein Lied für Dich w 1985 i Schlager der Liebe w 1986 roku.
Pod koniec 1989 roku zdecydował się na karierę solową. W 1990 roku wziął udział w szwajcarskich eliminacjach eurowizyjnych z utworem „Musik klingt in die Welt hinaus”. 24 lutego wygrał finał selekcji, dzięki czemu został wybrany na reprezentanta Szwajcarii w 35. Konkursie Piosenki Eurowizji organizowanym w Zagrzebiu. 5 maja wystąpił w finale widowiska i zajął w nim jedenaste miejsce z 51 punktami na koncie, w tym m.in. z maksymalnymi notami 12 punktów z Danii i Grecji.
W 1998 roku skomponował utwór „Lass ihn” dla Gunvor Guggisberg, z którą ta reprezentowała Szwajcarię w 43. Konkursie Piosenki Eurowizji i zajęła ostatecznie ostatnie miejsce w finale z zerowym dorobkiem punktowym.